# 金在弘
金 在弘（キム・ジェホン、朝鮮語: 김재홍、1932年12月14日 - 2001年12月3日）は、大韓民国の政治家。第10代韓国国会議員。

## 経歴
1932年12月14日に生まれた。釜山大学校法科大学卒業、ソウル大学校行政大学院修了。
1978年12月12日に実施された第10代総選挙に民主共和党の公認で立候補して当選し、国会議員を務めた。そのほか釜山市市政諮問委員、釜山市教育委員会民間奨学委員、民主共和党釜山市連絡室長、釜山市南区党委員長、国土統一委員会副委員長、女性地位向上委員会委員長、韓国国民党政策委員会予算・決算委員長、釜山市支部委員長、釜山市第5地区党委員長などを務めた。
2001年12月3日、持病により69歳で死去した。